# Acanthochromis polyacanthus
Acanthochromis polyacanthus – gatunek morskiej ryby z rodziny garbikowatych, jedyny przedstawiciel rodzaju Acanthochromis.

## Taksonomia
Rodzaj Acanthochromis ma inną nazwę synonimiczną - Heptadecanthus Alleyne & Macleay, 1877
Występowanie: wody przybrzeżne, laguny i rafy koralowe zachodniej części Oceanu Spokojnego, na głębokościach od 1–65 m p.p.m.

### Opis
Ubarwienie zależne od obszaru występowania – od niemal czarnego przez ciemnobrązowe do szarego i zielonego. Młode egzemplarze mają żółty pas po boku ciała. Od innych garbikowatych odróżnia je liczba 17 twardych promieni w płetwie grzbietowej. Żywią się planktonem. Młode pływają w stadach, których liczebność maleje z wiekiem ryb. Dorosłe tworzą pary na czas rozrodu. W czasie tarła wykazują silny terytorializm. Są jedynym gatunkiem garbikowatych, który opiekuje się narybkiem.